# Köttmannsdorf

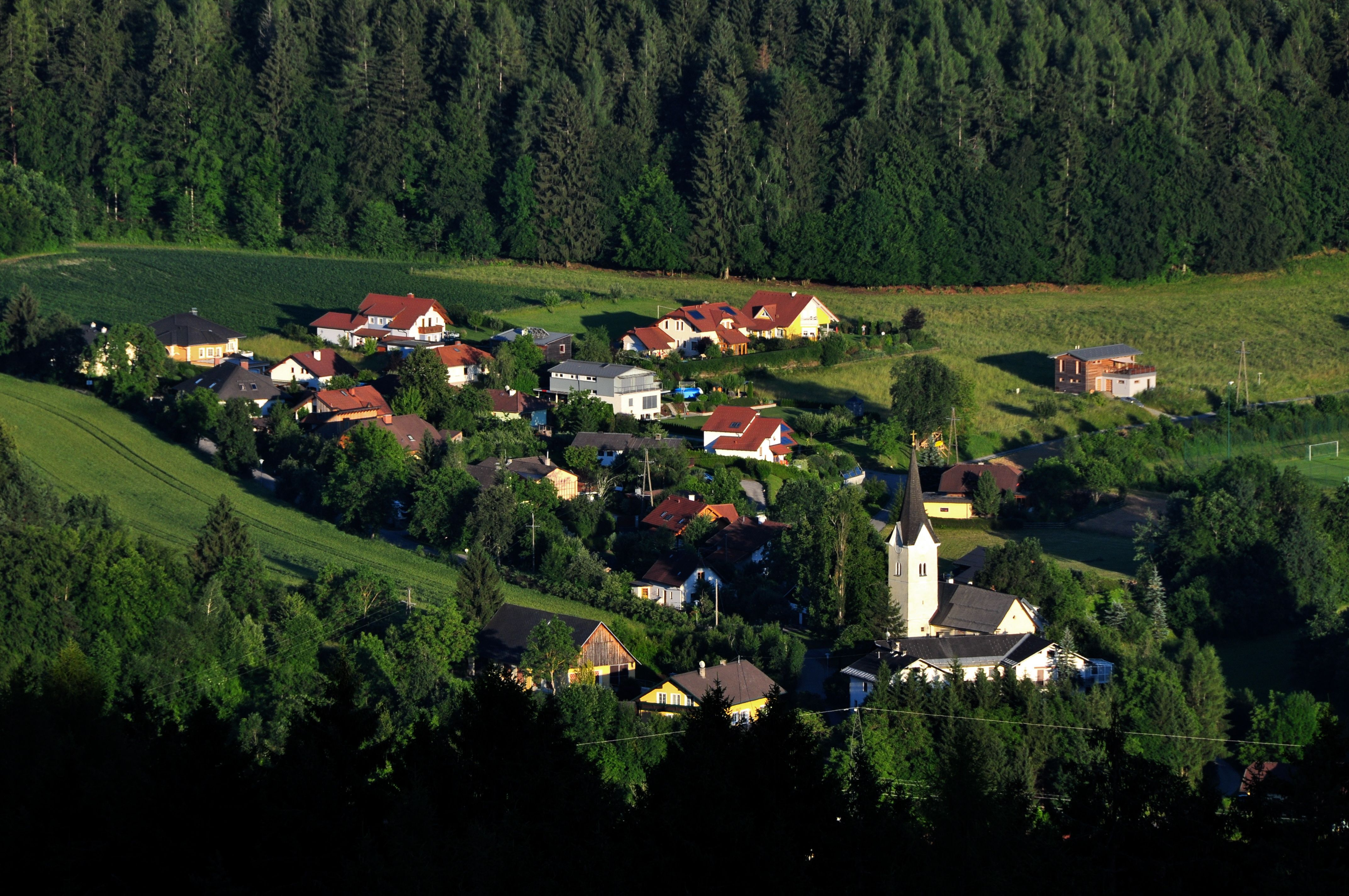
Sankt Gandolf

Köttmannsdorf es una localidad situada en el distrito de Klagenfurt, en el estado de Carintia, Austria. Tiene una población estimada, a principios de 2022, de 3130 habitantes.
Está ubicada al sur del estado, cerca del lago Wörther y de la frontera con Eslovenia.